# SDC2
SDC2 (англ. Syndecan 2) – білок, який кодується однойменним геном, розташованим у людей на короткому плечі 8-ї хромосоми. Довжина поліпептидного ланцюга білка становить 201 амінокислот, а молекулярна маса — 22 160.
| 10         |  | 20         |  | 30         |  | 40         |  | 50         |
| ---------- |  | ---------- |  | ---------- |  | ---------- |  | ---------- |
| MRRAWILLTL |  | GLVACVSAES |  | RAELTSDKDM |  | YLDNSSIEEA |  | SGVYPIDDDD |
| YASASGSGAD |  | EDVESPELTT |  | SRPLPKILLT |  | SAAPKVETTT |  | LNIQNKIPAQ |
| TKSPEETDKE |  | KVHLSDSERK |  | MDPAEEDTNV |  | YTEKHSDSLF |  | KRTEVLAAVI |
| AGGVIGFLFA |  | IFLILLLVYR |  | MRKKDEGSYD |  | LGERKPSSAA |  | YQKAPTKEFY |
| A          |  |            |  |            |  |            |  |            |

A: Аланін

C: Цистеїн

D: Аспарагінова кислота

E: Глутамінова кислота

F: Фенілаланін

G: Гліцин

H: Гістидин

I: Ізолейцин

K: Лізин

L: Лейцин

M: Метіонін

N: Аспарагін

P: Пролін

Q: Глутамін

R: Аргінін

S: Серин

T: Треонін

V: Валін

W: Триптофан

Кодований геном білок за функціями належить до світлочутливих білків, фосфопротеїнів. 
Задіяний у таких біологічних процесах, як люмінесценція, диференціація клітин, нейрогенез. 
Локалізований у мембрані.